# حبق إفريقي
الحَبَقُ الأَفْرِيقِيُّ أو الحَبَقُ القَرَنْفُلِيُّ حبق الوبر أو القَلْثَمَانُ أو أَصَابِعُ الفَتَيَاتِ أو أَصَابِعُ القَيْنَاتِ أو الرَّيْحَانَةُ الرُّومِيَّةُ أو حُمَاحِم أو فَرَنْجَمَشك أو حبق قرنفُلي أو ريحان قرنفلي أو خَضِيرة  أو الأراب (الاسم العلمي: Ocimum x africanum) هو نوع هجين من النباتات يتبع جنس الحبق من الفصيلة الشفوية.
سمي هذا النوع نسبةً إلى أفريقيا. نبات عشبي حولي يعلو من 15 إلى 40 سم. أوراقه لسنة سنانية مدببة زبّاء النصل باهتة الخضار فوَّاحة العُرف. أزهاره ليلكية أو وردية اللون. ازهراره يستمر من حزيران إلى أيلول.